# Gustav Lipke
Gustav Lipke (* 21. März 1820 in Berlin; † 8. Juni 1889 in Hamburg) war Jurist und Mitglied des Deutschen Reichstags.

## Leben
Lipke war ein Sohn des Bankiers Leonhard Lipke (* 16. August 1780 in Königsberg; † nach Februar 1852), vormals Moses Liebmann, der seit 1796 in Berlin lebte und am 16. Dezember 1813 eingebürgert wurde, und der seit 24. März 1814 mit ihm verheirateten Johanna, geb. Kalmus aus Frankfurt (Oder). Er besuchte das Friedrichswerdersche Gymnasium in Berlin und studierte Rechtswissenschaften in Berlin und seit Mai 1840 in Heidelberg. Er war Assessor bei verschiedenen Gerichten in der Mark Brandenburg, Schlesien und Westpreußen. Von 1860 bis 1874 war er Rechtsanwalt in Danzig. Lipke reiste 1869 nach St. Petersburg wegen Verhandlungen zu einer direkten Eisenbahnverbindung Danzig-Warschau. Zwischen 1869 und 1873 war er in Genf zum Zweck der Leitung der Liquidation der Banque Générale Suisse. Er unternahm umfangreiche Reisen und war Verfasser verschiedener juristischer Aufsätze.
Lipke war 1880 Mitglied des fünfköpfigen Exekutivkomitees der Liberalen Vereinigung, dem außer ihm der Abgeordnete Heinrich Rickert und die Nichtparlamentarier Friedrich Kapp, Albert Gröning und Theodor Wilhelm Lesse angehörten. Er war Mitglied des Preußischen Abgeordnetenhauses für Waldenburg-Reichenbach in Schlesien von 1874 bis 1879. Von 1880 bis 1887 war er Mitglied des Deutschen Reichstags für den Wahlkreis Schwarzburg-Sondershausen.
Durch die Heirat seiner Tochter Marie Auguste war Gustav Lipke seit 1884 Schwiegervater von Alfred von Tirpitz.